# Валя-Нягре (Марамуреш)
Валя-Нягре (рум. Valea Neagră) — село у повіті Марамуреш в Румунії. Адміністративно підпорядковане місту Бая-Маре.
Село розташоване на відстані 416 км на північний захід від Бухареста, 11 км на північ від Бая-Маре, 109 км на північ від Клуж-Напоки.

## Населення
За даними перепису населення 2002 року у селі проживали 156 осіб, з них 152 особи (97,4%) румунів. Рідною мовою 153 особи (98,1%) назвали румунську.